# Misool
Misool är en ö i Indonesien.   Den ligger i provinsen Papua Barat, i den östra delen av landet, nordväst om Nya Guinea. Arean är 2 116 kvadratkilometer.
Terrängen på Misool är lite kuperad. Öns högsta punkt är 517 meter över havet. Den sträcker sig 44,0 kilometer i nord-sydlig riktning, och 84,5 kilometer i öst-västlig riktning.